# Berea (Nebraska)
Berea – jednostka osadnicza w Stanach Zjednoczonych, w stanie Nebraska, w hrabstwie Box Butte.